# هنري سلوكم (تنس)
هنري سلوكم (بالإنجليزية: Henry Slocum)‏ مواليد 28 مايو 1862 في نيويورك، الولايات المتحدة - الوفاة 22 يناير 1949 في نيويورك، كان لاعب كرة مضرب أمريكي بدأ مسيرته كمحترف سنة 1884 وكان يلعب باليد اليمنى، اعتزل اللعب في 1913. كما أنه أحد أبطال الجراند سلام. أعلى تصنيف له في الفردي كان المركز الـ 8 في سنة 1888.

## النهائيات

### الفردي (الألقاب 2, الوصافة 2)
| الحصيلة | السنة | البطولة           | المنافس في النهائي | النتيجة في النهائي |
| الوصافة | 1887  | البطولة الأمريكية | ريتشارد سيرز       | 1–6, 3–6, 2–6      |
| الفوز   | 1888  | البطولة الأمريكية | هوارد تايلور       | 6–4, 6–1, 6–0      |
| الفوز   | 1889  | البطولة الأمريكية | كوينسي شو          | 6–3, 6–1, 4–6, 6–2 |
| الوصافة | 1890  | البطولة الأمريكية | أوليفر كامبل       | 2–6, 6–4, 3–6, 1–6 |

## روابط خارجية
- هنري سلوكم على موقع رابطة محترفي التنس (الإنجليزية)
- هنري سلوكم على موقع قاعة مشاهير كرة المضرب الدولية (الإنجليزية)
- هنري سلوكم على موقع أرشيف التنس.كوم (الإنجليزية)